# Бій під Пирятином
Бій під Пирятином — бій між силами УПА та підрозділами НКВС, що відбувся 19 серпня 1944 року під с. Пирятин Львівського району Львівської області.

## Передумови
У лісі на північ від Пирятину до Другої світової війни була розташована лісничівка — одноповерхова будівлю разом із стайнями, стодолами та господарством, де постійно жив лісничий, що управляв лісом. За спогадами місцевих мешканців, за винятком останнього лісничого, усі попередні були поляками. Власник господарства жив у Варшаві та мав схожі двори також в інших селах Равського повіту, зокрема на Липнику та Добросині.
Розташована на перехресті лісових доріг, лісничівка відігравала досить важливу роль. Одна з доріг вела на захід до Кам’янки Нової, інша — на схід, через присілки Яцуни і Стадницькі в напрямку Любелі, дорога обабіч лісничівки через ліс і болота вела прямо на північ — на Вільки.
Із західної сторони лісничівки була розташована гаївка, що була відома своїми садами і городиною. Щоб збирати ягоди у Пирятинському лісі, потрібно було придбати квиток у гайового.
Розбудова панського маєтку, в результаті якої до нього було проведено світло, з'явилися другий поверх будинку а також сучасний паровий млин, відбулася у 1936 році. Парову машину, якою за гроші могли користуватися всі охочі, з Польщі притягнули 24 пари коней. Млин діяв до 1942 року. Окрім млину тут були також тартак та сушарка, хотіли будувати і фабрику тканин, проте не склалося: у 1939 році, як прийшли перші совіти, власника вивезли до Сибіру. Пізніше тут був ще один лісничий, але вже не поляк, житель сусідніх сіл.

### Підпільна боротьба
Лісничівка була розташована в ідеальному місці з точки зору підготовки бійців ОУН та «Самооборони» до особливих завдань. Біля неї проходила звичайна польова дорога, що веде з Вільок до Пирятина, але її прокладали із значними труднощами. Між Вілецьким і Пирятинським лісом була смуга боліт, які не сприяли доступові в цей район з півночі. Навкруги — суцільні ліси, а з півдня — поля, які можна детально оглядати з насипу колії. За свідченнями очевидців, у лютому 1942 року на території колишньої лісничівки вже була розташована боївка Служби безпеки ОУН, де проводились вишколи з чоловіками, яких навчали основам військової справи.
Улітку 1943 року ОУН створила в Галичині Українську Народну Самооборону, яка наприкінці січня 1944 року була переформована в армійську групу «УПА-Захід» майора Василя Сидора «Шелеста». З часів «Самооборони» на лісничівці знаходився військовий шпиталь з персоналом Українського Червоного Хреста. Окрім українців–лікарів, тут працювали єврейські медики, яких було викрадено за їх згодою з Рава-Руського гетто. Лісничівка слугувала також місцем тимчасового відпочинку для перехідних груп та зв’язку. Також під Пирятинським лісом, де закінчувалися болота, цілодобово стояла застава з «Самооборони», а пізніше воїнів УПА.
На лісничівці була розташована підстаршинська школа для відділів УПА цього терену. Вона мала близько 50 курсантів та старшин, а з нею і нечисленна боївка терену. Наприкінці 1943 року у Пирятині була створена і базувалася одна з перших сотень УПА на Львівщині, яку очолив Тарас Онишкевич «Галайда». Довший час на хуторі Ладики в домі Крихівця знаходилася друкарня ВО «Буг» (військова округа «УПА – Захід»).
Місцеве населення підтримувало партизанську боротьбу, а також долучилось до лав національного війська.
Під осінь 1943 року за лісничівкою совіти скинули з літака 26 парашутистів, які мали намір знищити «Самооборону». Десантом зайнялася спецбоївка Дмитра Думича «Гая», що була підрозділом військової розвідки загальної мережі Служби Безпеки ОУН (б). Слід підкреслити, що це були люди освічені, знали українську мову. Серед них була одна жінка – радистка. Частина з них почала співпрацювати з повстанцями. Радистка підтримувала зв’язок з московським центром і з літаків сюди скидали одяг, зброю, а також інформаційні матеріали.

## Перебіг бою
Після бою біля Яжевої Гори (16.08.1944) коло Магерова сотня УПА «Сіроманці» під командуванням уродженця Полтавщини Дмитра Карпенка «Яструба» відійшла на північний схід, до лісу між Пирятином (Жовківський район) і  Пристанню (Сокальський район).
В Пирятині «Сіроманці» зустрілися з новоствореними сотнями УПА «Завойовники» (к-р «Марний») та к-ра «Яреми», які, очевидно, увійшли в підпорядкування «Яструба» як новопризначеного командира тактичного відтинка на терені між шосе Львів–Великі Мости і р. Буг.
На той час на лісничівці перебували наступні формування:
- Місцевий кущ «Самооборони» із 40 вояків, яким командували Іван Станчук — «Гонта» та Микола Зелений — «Мамай».
- Загін окружного провідника Дмитра Думича «Гая», що був відділом особливого призначення та відносився до ВО «Буг». Його чисельність становила понад 100 вояків, які пройшли військовий та ідеологічний вишкіл.
- Невелика частина з командування ВО «Буг», що налічувала 32 вояки та командири.
- Сотня «Тихоліса» з куреня Дмитра Пелипа «Ема» («Євшана»), який очолив сотню «Галайди» після загибелі її командира Тараса Онишкевича у березні 1944 року. Сотня нараховувала 179 осіб та мала досить добре озброєння і була добре вишколена.
- Бойова сотня «Марного», що також входила в курінь Дмитра Пелипа «Ема». Самого курінного в Пирятині тоді не було, він з сотнею був на відпочинку біля села Кам'яна Гора. Чисельність підрозділу становила 186 вояків.
- Сотня «Перемоги», яка здебільшого формувалась з місцевого населення. Втім, минуло лише 10 днів з моменту запису хлопців у відділ, тому участі в бою вони брати не могли, адже були недостатньо навчені і без зброї.
- Сотня «Сіроманці» під керівництвом Дмитра Карпенка «Яструба», що нараховувала майже 216 чоловік, прибула до Пирятина у ніч з 18 на 19 серпня. Колишній старший лейтенант Червоної армії Карпенко згодом став героєм українського національного руху опору, подолавши шлях від рядового стрільця до командира куреня УПА.
- Підстаршинська школа, а також нечисленна теренова боївка, яка змогла забезпечити детальну розвідку.
- Начальником штабу був Іван Матвіїв «Джулик»[4].

Магерівський райвідділ НКВД напередодні отримав агентурні відомості про перебування біля Пирятина трьох сотень УПА, які ведуть постійне бойове чергування і мають на озброєнні, крім легкої зброї, також міномети, ПТР і кулемети. Також в Пирятині та на сусідніх присілках базувалися боївка Служби Безпеки з референтом СБ ОУН Равської округи Дмитром Думичем «Гаєм» та місцевий самооборонний кущовий відділ (СКВ).
Загальна кількість учасників всіх формувань, що брали участь в Пирятинському бою становила приблизно 700-800 повстанців.
19 серпня 1944 року на Пирятин почали наступати підрозділи НКВД з Вільки Мазовецької,  Пристані і Любелі. Перша чота «Сіроманців» зайняла позиції зі сходу, друга і третя – з півночі, біля лісничівки, рій ВПЖ – з північного сходу. Сотня «Яреми» через брак вишколу та погане озброєння участі в бою не брала, із сотні «Марного» був залучений тільки невеликий підрозділ з допоміжними завданнями.
Близько 12 години розпочався бій з боку Вільки, на позиціях СКВ та другої і третьої чот «Сіроманців», де НКВД поставило проти них дві гармати. Невдовзі бій поширився і на позиції інших підрозділів. Повстанці відбили два наступи з півночі, відтак центр бою перекинувся на позиції першої чоти. Відбивши кілька разів ворога, близько 17 години її командир Степан Коцкович «Льонський» повів чоту у контрнаступ. За ним подібно вчинили й інші підрозділи «Сіроманців». Цього не очікували війська НКВД і панічно відступили, а повстанці їх переслідували, повернувшись в село під вечір. Відтак всі відділи перейшли на присілок Владики (тепер частина с. Пирятин). Звідси одні відділи вирушили на південний захід в бік Добросина, а «Сіроманці», на південний схід, до Туринки (Жовківський р-н).
Наказом ВО-2 «Буг» ч.12 від 11 вересня 1944 року висловлено похвалу за відчайдушність, рішучість і тверезість «сіроманцям», які твердо трималися в бою 19 серпня з трикратно переважаючим ворогом, відбили три наступи і перейшли у протинаступ: ройовим “Вовкові”, “Голубові”, “Горі”, “Грізному”, “Крукові”, “Марцигелю” (Іван Дусик); “Мурашці”, “Підступному”, “Сокирі” (Григорій Базарко); старшим стрільцям “Березі”, “Бзині”, “Бурлаці”, “Іскрі”, “Левові”, “Луговому”, “Нетязі”, “Плішці”, “Прутові”, “Шпакові”, “Шуцові”; стрільцям “Баранові”, “Брюховецькому” (Дмитро Бойко), “Дзвонові”, “Зірці” (Адам Краснопера), “Кричевському”, “Кулі”, “Скорому”, “Фірі”, “Ярусові” та всім стрільцям з роя ВОП.
За “Хронікою сотні «Сіроманців»”, ворог втратив 80 вбитими і 62 пораненими, повстанці – 4 вбитими і 2 раненими. Здобуто трофеї: кулемет “Максим”, три кулемети “Дегтярова”, кілька автоматів і гвинтівок. Зброю передано новоорганізованій сотні.
Загалом, дані про втрати НКВС різняться, їх кількість вказується то 230-300 вбитих , то близько 1000 загиблих, сотні поранених, знищені декілька танків, літак, свідчиться про ліквідацію генерал-лейтенанта заступника командира 1-го Українського фронту, котрий особисто відповідав за боєздатність військ НКВС із найближчим оточенням, командира частини та інших високих чинів.
Підпільник «Ярема» звітував, що ворожі втрати неможливо точно повідомити, тоді здобуто кулемет “Максима”, кілька “Дегтярових”, автоматів і гвинтівок. Втрати повстанців – 5 вбитих і 4 поранених. Частина новобранців із сотень «Марного» («Завойовники») і «Яреми», які походили з навколишніх сіл, після бою розійшлися по хатах. Решта цих сотень долучилися до куреня «Галайда», який 22 серпня під Зубейками (Жовківський район) звів великий оборонний бій із батальйоном 83 полку прикордонних військ НКВС та 50 мотоциклетним полком ЧА, а відтак повернувся в околиці Вільки Мазовецької та Карова.
Краєзнавець і письменник Іван Губка у своїх художньо-документальних творах твердить, що в пирятинському бою загинуло 18 повстанців: 11 з СКВ та 7 з сотні «Сіроманці» .

## Наслідки: Пирятинська трагедія
Підрозділи внутрішніх та прикордонних військ НКВД наступного дня знову оточили Пирятин, вважаючи, що в ньому далі перебувають відділи УПА. Нікого не виявивши, вони розпочали терор проти мирного українського населення, спаливши близько 75 дворів в селі та навколишніх присілках, і вбивши шість селян та одного поранивши. За свідченнями місцевого населення, в Пирятині та його присілках було вбито 44 особи. Натомість за радянськими даними в Пирятині 19–20 серпня вбито або затримано 60 повстанців.
За радянськими документами, загалом в операції, проведеній військами з охорони тилу 1-го Українського фронту чисельністю 13 тисяч військовослужбовців у Великомостівському, Магерівському, Немирівському, Рава-Руському і Яворівському районах 18–24 серпня, нібито вбито 929 повстанців, затримано 240 повстанців і 388 призовників, здобуто трофеї: 3 міномети, 4 великокаліберні кулемети, 10 ручних кулеметів, 92 автомати, 165 гвинтівок, 1 тачанку, 323 міни до мінометів, 65 гранат, 1 бронетранспортер, 9 возів з військовим майном; підірвано і спалено 4 склади з боєприпасами, в одному з яких зберігалося до 30 тис. патронів і 200 ручних гранат. Допитом ад’ютанта курінного “Ема” встановлено, що в операції “розгромлені” сотні “Галайда”, “Методія”, “Яреми” і “Яркут” (очевидно, мова про “Беркута”). В населених пунктах Пирятин, Сухоруки і Вілька Мазовецька повстанці викопали окопи і збудувати дзоти, з яких вели вогонь по радянських підрозділах. Власні втрати в операції: 13 вбитими і 8 пораненими. Наскільки втрати повстанців є завищеними, видно з порівняння кількості вбитих та полонених із кількістю здобутих трофеїв. Бронетранспортер, згаданий серед них – очевидно той, який “Сіроманці” захопили в більшовицьких партизанів 16 серпня під Яжевою Горою, а відтак кинули під Магеровом. Згодом він фігурував у всіх зведених відомостях про трофеї радянської влади у боротьбі з українськими повстанцями.